# Lübbecke
Ne doit pas être confondu avec Lübeck.
Lübbecke est une ville du Land de Rhénanie-du-Nord-Westphalie, en Allemagne, située à la pointe nord du massif des Wiehengebirge ; le nord de la ville se rattache à la plaine d'Allemagne du Nord. 

## Jumelages
- Dorchester (Grande-Bretagne)
- Bayeux (France)
- Tiszakécske (Hongrie)
- Bad Liebenwerda (Allemagne)

## Sports
Le club de handball du TuS Nettelstedt-Lübbecke a remporté la Coupe d'Europe des vainqueurs de coupe de handball en 1981 et la Coupe Challenge de handball masculin en 1997 et 1998.

## Personnalités liées à la ville
- Franz Heinrich Kleinschmidt (1812-1864), missionnaire né à Blasheim.
- Otto von Strubberg (1821-1908), général né à Lübbecke.
- Emmy Zehden (1900-1944), résistante née à Lübbecke.
- Hermann Busse (1903-1970), homme politique né à Lübbecke.
- Antje Vollmer (1943-2023), femme politique née à Lübbecke.